# Stadio Centrale (Ekaterinburg)
Lo stadio Centrale (in russo Центральный стадион?, Central'nyj stadion), conosciuto anche come Ekaterinburg Arena, è uno stadio della città di Ekaterinburg, in Russia.
Utilizzato principalmente per le partite di calcio, ospita le partite casalinghe del FC Ural Sverdlovsk Oblast.

## Storia
In occasione del campionato mondiale di calcio 2018 ha ospitato quattro incontri della prima fase; per tale occasione la capienza dell'impianto è stata portata da 27.000 a 33.061 posti. Per fare ciò sono state costruite due tribune esterne, in corrispondenza delle curve, che al termine dei mondiali sono state smontate.

## Coppa del Mondo FIFA 2018

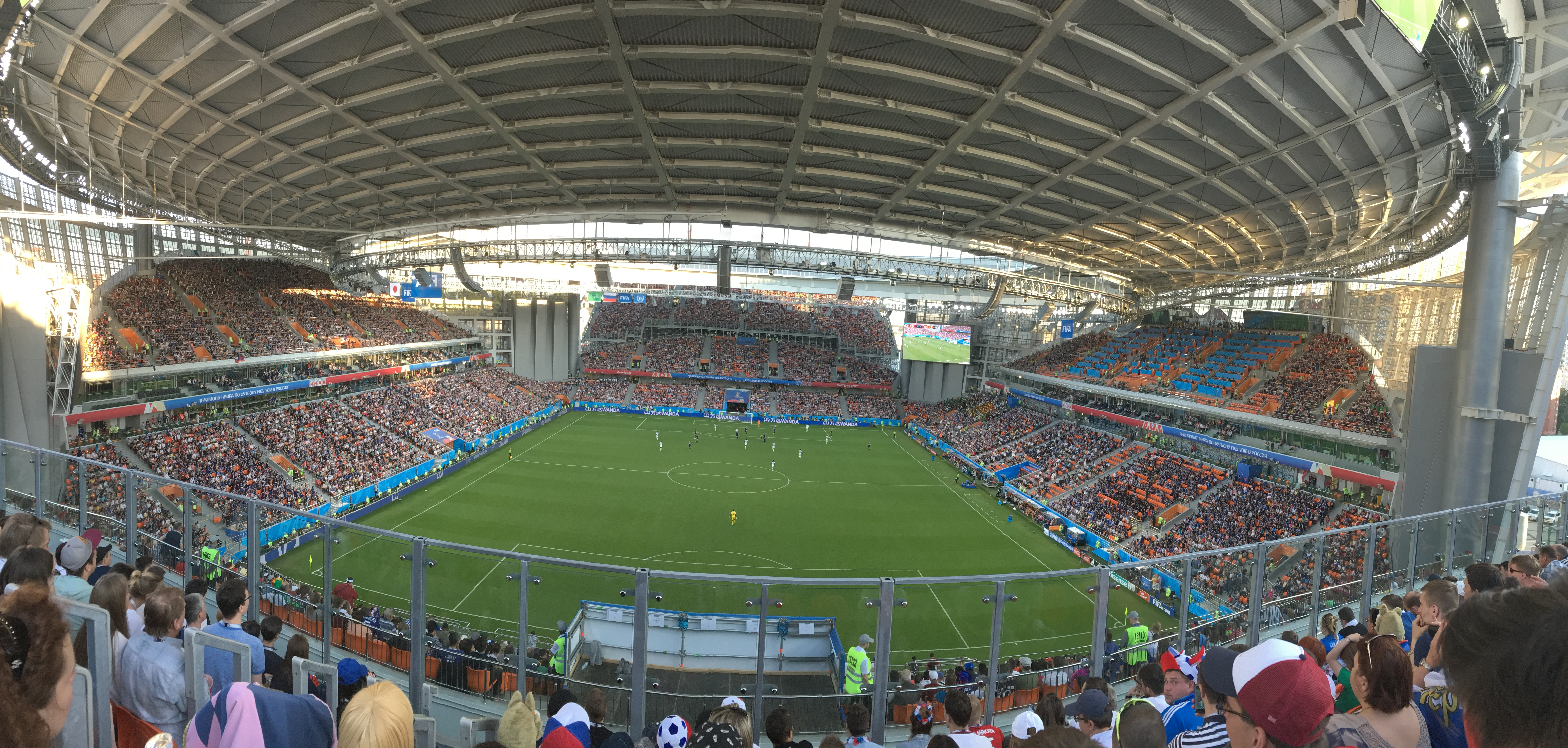
Interni dello stadio durante la partita Giappone-Senegal ai Mondiali 2018

| Data           | Ora   | Squadra #1 | Ris.  | Squadra #2 | Fase del torneo | Spettatori |
| -------------- | ----- | ---------- | ----- | ---------- | --------------- | ---------- |
| 15 giugno 2018 | 17:00 | Egitto     | 0 - 1 | Uruguay    | Girone A        | 27 015     |
| 21 giugno 2018 | 20:00 | Francia    | 1 - 0 | Perù       | Girone C        | 32 789     |
| 24 giugno 2018 | 20:00 | Giappone   | 2 - 2 | Senegal    | Girone H        | 32 572     |
| 27 giugno 2018 | 19:00 | Messico    | 0 - 3 | Svezia     | Girone F        | 33 061     |